# پفی‌مرغ چاکو
پفی‌مرغ چاکو (نام علمی: Nystalus striatipectus) یک گونه از پرندگان خانواده پفی‌مرغان (Bucconidae) (شامل پفی‌مرغ‌ها، راهبک‌ها و مرغ‌های راهبه) است که در آرژانتین، بولیوی، برزیل و پاراگوئه یافت می‌شود.